# Florno carstvo umjerene Azije
Flora umjerene Azije Florno je carstvo jednog od devet botaničkih kontinenata prema Svjetskos geografskoj shemi za evidentiranje rasprostranjenosti biljaka (WGSRPD). Jedan je od dva botanička kontinenta Azije.
Kod ovog botaničkog kontinenta je 3, a postoji podjela na 9 potkontinentalnih regija. Svaka ova regija označena je dvoznamenkastim brojem a pripaju joj botaničke zemlje (čine treću razinu), svaka s pripadajućim troslovim kodom. Postoji i četvrta, najniža razina koja se koristi samo za podjelu većih državnih jedinica na pojedine države ili pokrajine unutar političkih granica.

## Regije
- 30 Sibir: ALT Altaj, BRY Burjatska, CTA Čitska oblast, IRK Irkutska oblast, KRA Krasnojarski kraj, TVA Tuva, WSA Zapadni Sibir, YAK Jakutija.
- 31 Ruski daleki istok: KAM Kamčatka, KHA Habarovski kraj, KUR Kurili, MAG Magadanska oblast, PRM Primorski kraj, SAK Sahalin
- 32 Središnja Azija: KAZ Kazahstan, KGZ Kirgistan, TKM Turkmenistan, TZK Tadžikistan, UZB Uzbekistan
- 33 Kavkaz: NCS Sjeverni Kavkaz, TCS Zakavkazje.
- 34 Zapadna Azija: AFG Afganistan, CYP Cipar, EAI Istočnoegejski otoci, IRN Iran, IRQ Irak, LBS Libanon i Sirija, PAL Palestina (regija), SIN Sinaj, TUR Turska
- 35 Arapski poluotok: GST Zaljevske države, KUW Kuvajt, OMA Oman, SAU Saudijska Arabija,
- 36 Kina: CHC Kina južna-središnja, CHH Hainan, CHI Unutarnja Mongolija, CHM Mandžurija, CHN Kina sjeverna-središnja, CHQ Qinghai, CHS Kina jugoistočna, CHT Tibet, CHX Xinjiang
- 37 Mongolija: MON Mongolija
- 38 Istočna Azija: JAP Japan, KOR Koreja, KZN Kazan-retto, NNS Ryū Kyū, OGA Ogasawara-shoto, TAI Tajvan

- Sibir: ALT, BRY, CTA, IRK, KRA, TVA, WSA, YAK.
- Ruski daleki istok: KAM, KHA, KUR, MAG, PRM, SAK
- Središnja Azija: KAZ, KGZ, TKM, TZK, UZB
- Kavkaz: NCS, TCS.
- Zapadna Azija: AFG, CYP, EAI, IRN, IRQ, LBS, PAL, SIN, TUR
- Arapski poluotok: GST, KUW, OMA, SAU
- Kina: CHC, CHH, CHI, CHM, CHN, CHQ, CHS, CHT, CHX
- Mongolija: MON
- Istočna Azija: JAP, KOR, KZN, NNS, OGA, TAI